# Општина Комен
Општина Комен (словен. Komen) је једна од општина Обално-Крашке регије у држави Словенији. Седиште општине је истоимени градић Комен.

## Природне одлике
Општина Комен налази се на западу државе. Општина се простире у залеђу Тршћанског приморја. Доминира карстно тло.

## Становништво
Општина Комен је ретко насељена.

## Насеља општине
| - Брестовица при Комну - Брје при Комну - Вале - Вечкоти - Волчји Град - Габровица при Комну - Горјанско | - Дивчи - Доланци - Заграјец - Ивањи Град - Кланец при Комну - Кобдиљ - Кобјеглава | - Коболи - Кодрети - Комен - Лисјаки - Луковец - Мали Дол - Надрожица | - Пресерје при Комну - Рубије - Свето - Томачевица - Требижани - Тупелче - Хрушевица | - Цољава - Чеховини - Чипње - Шибељи - Шкофи - Шкрбина - Штањел |